# Stellifer colonensis
Stellifer colonensis är en fiskart som beskrevs av Meek och Hildebrand 1925. Stellifer colonensis ingår i släktet Stellifer och familjen havsgösfiskar. Inga underarter finns listade i Catalogue of Life.